# Ovǫnramwęn Nǫgbaisi
Ovǫnramwęn Nǫgbaisi, également appelé sous la forme raccourcie Ovonramwen ou Overami, est un Oba (roi) du Royaume du Bénin ayant régné de 1888 à 1897, année de l'expédition punitive britannique.

## Biographie

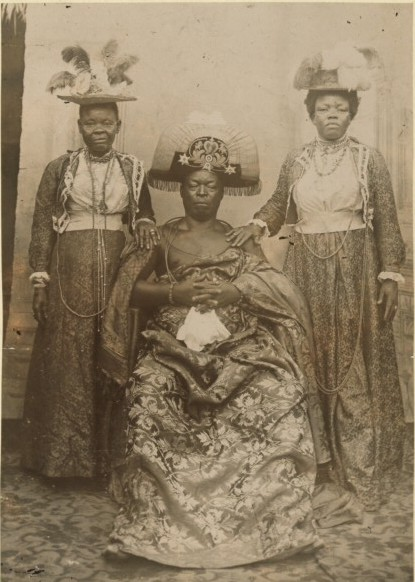
Ovonramwen Nogbaisi entouré de ses épouses, la reine Egbe (à gauche) et la reine Aighobahi (à droite), vers 1898 - 1913.

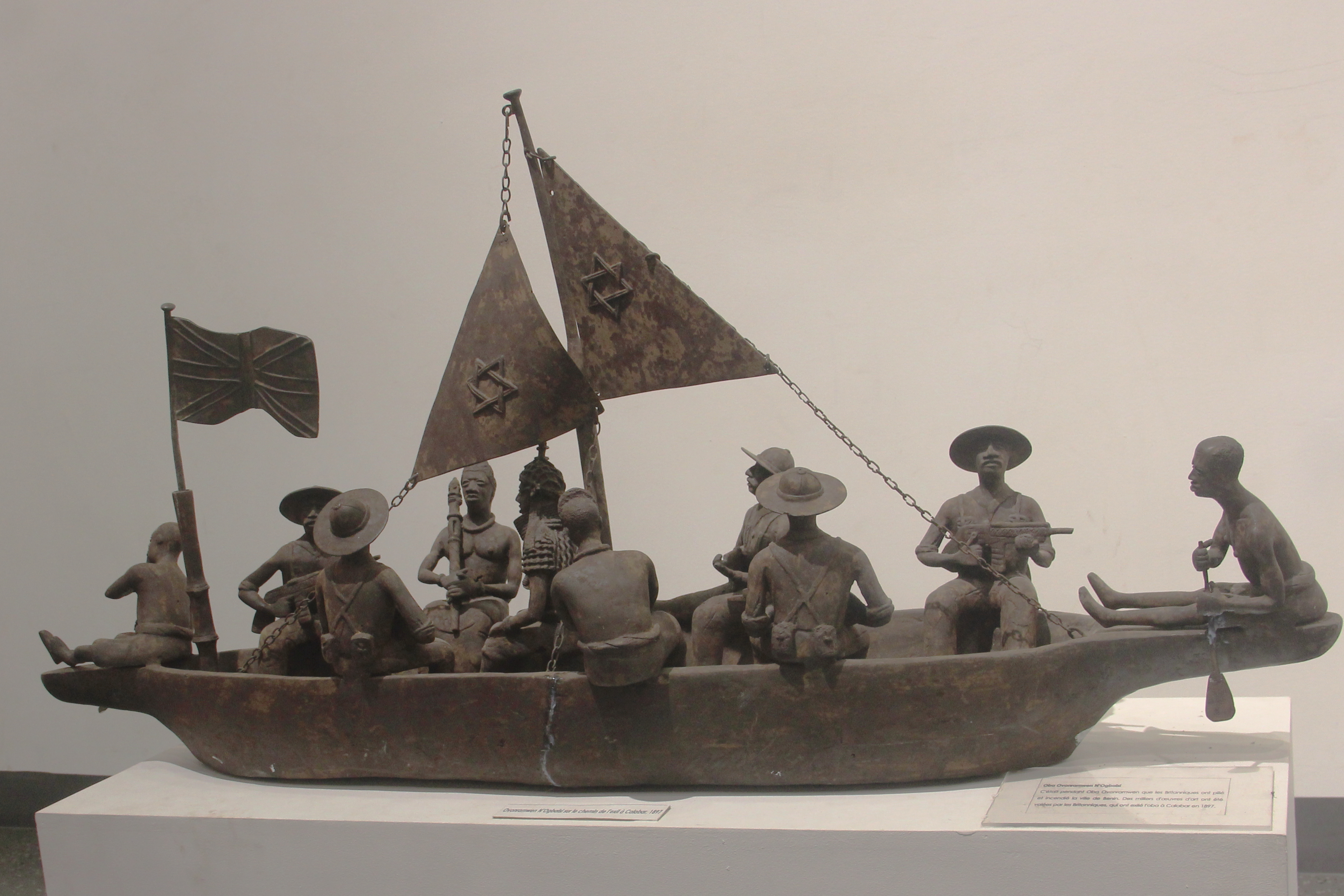
Ovǫnramwęn Nǫgbaisi sur le chemin de l'exil (Musée des civilisations noires à Dakar).

Ovǫnramwęn Nǫgbaisi naît vers 1857, il est le fils de Ọba Adọlọ. Il prend le nom Ovọnramwẹn Nọgbaisi lors de son intronisation en 1888 ; en effet, chaque Ọba prend un nouveau nom lors de son couronnement, Ovọnramwẹn signifiant « Le soleil levant » et Nǫgbaisi : « qui se répand sur tout »,.
À la fin du XIXe siècle, le Royaume du Bénin a réussi à conserver son indépendance et le roi (Oba) exerce un monopole sur le commerce qui dérange les Britanniques. Le territoire est convoité par un groupe d’investisseurs influents pour ses riches ressources naturelles telles que l’huile de palme, le caoutchouc et l’ivoire. Le royaume est en grande partie indépendant du contrôle britannique et la pression se poursuit de la part de personnalités telles que le vice-consul James Robert Phillips et le capitaine Gallwey (le vice-consul britannique du Protectorat des fleuves pétroliers) qui préconisent l’annexion britannique du Royaume du Bénin et la destitution de l'Ọba.
Une force d'invasion britannique dirigée par Phillips entreprend de renverser Ovenramwen en 1896. Les armes de la force sont dissimulées dans des bagages, avec des troupes déguisées en porteurs. Le plan de Phillips est d'accéder au palais d'Ovonramwen en annonçant qu'il a l'intention de négocier. Les messagers d'Ovonramwen émettent plusieurs avertissements de ne pas violer la souveraineté territoriale du Bénin, affirmant qu'il est incapable de voir Phillips en raison de tâches cérémonielles. Après avoir été averti à plusieurs reprises en cours de route, Phillips envoie son bâton au roi, une insulte délibérée destinée à provoquer le conflit qui servirait de prétexte à l'annexion britannique. L'expédition de Phillip est prise dans une embuscade et il ne reste que deux survivants.
En 1897, une expédition punitive britannique au Bénin est dirigée par Harry Rawson et entraîne l'incendie de Benin City, la destruction et le pillage (notamment des bronzes du Bénin) des palais royaux (en) et la mort d'un nombre indéterminé d'habitants. Bien que les Britanniques ont ordre de destituer le roi, Ovonramwen s'échappe mais retourne dans la ville pour se rendre officiellement le 5 août 1897. Quand Ovọnramwẹn revient dans la ville, après six mois passés à échapper à la capture dans la forêt, il est richement vêtu et chargé de des perles de corail et accompagné d'un entourage de sept cents à huit cents personnes. Il tente d'échapper à l'exil en offrant au consul général Ralph Moor 200 barils de pétrole d'une valeur de 1 500 £ à l'époque et de révéler où ses 500 défenses d'ivoire ont été enterrées (d'une valeur de plus de 2 millions de livres de l'époque), mais cette offre est rejetée car Moor les a déjà découvertes.
Ovonramwen est donc exilé à Calabar avec deux de ses épouses, la reine Egbe et la reine Aighobahi, et y meurt en tout début de l'année 1914. Ovọnramwẹn est finalement enterré dans l'enceinte du palais royal des Obas du Bénin (en), reconstruit par son premier fils et héritier légitime, le prince Aguobasimwin, qui a gouverné comme Eweka II,.

## Dans la littérature
- (en) Ahmed Yerima, The trials of Oba Ovonramwen : drama, Ibadan, Kraft Books, 1998, 80 p. (ISBN 978-978-039-001-3, OCLC 41553639).
- (en) Ola Rotimi, Ovǫnramwęn Nǫgbaisi : an historical tragedy in English, Benin City (Nigeria) ; Ibadan, Ethiope Pub. Corp. ; Oxford University Press, 1974, 81 p. (ISBN 978-0-19-575233-5, OCLC 4278520).
- (en) Ola Rotimi, Ovǫnramwęn Nǫgbaisi : an historical play, Amazon, 2017, 82 p. (ISBN 978-1-9734-0493-4, OCLC 1015369479).